# Bătălia de la Rotterdam
Bătălia de la Rotterdam a avut loc în timpul celui de-al doilea conflict mondial, fiind parte a Bătăliei Țărilor de Jos. Germanii au conceput un plan pentru ocuparea rapidă a orașului, iar luptele s-au desfășurat în perioada 10 -14 mai 1940. La final, germanii au reușit să ocupe orașul doar după declanșarea unui puternic bombardament aerian.

## Preludiu
În Rotterdam nu fuseseră făcute lucrări defensive și orașul nu fusese inclus în niciun plan strategic. El era relativ departe de zona fortificată cunoscută ca „Fortăreața Olanda” și la o distanță destul de mare de litoral. Militarii staționați în Rotterdam erau încadrați în principal în câteva unități de instruire. La Hillegersberg era plasat un batalion modern de artilerie dotat cu 12 tunuri de 105 mm. Tunurile de aici aveau o rază de acțiune de peste 16 km, suficient de mare pentru acoperirea oricărei regiuni din jurul Rotterdamului. Comandantul garnizoanei era un inginer militar, colonelul  Pieter Wilhelmus Scharroo. Garnizoana neerlandeză avea aproximativ 7.000 de soldați, dintre care doar 1.000 făceau parte din unități combatante. Pe malurile râului Nieuwe Maas erau plasate șapte plutoane de artilerie antiaeriană. Dotarea lor consta în mitraliere grele antiaeriene și tunuri cu tragere rapidă Oerlikon și Scottis. La nord de Nieuwe Maas era amplasată o baterie de tunuri grele antiaeriene. Alte două baterii de tunuri grele antiaeriene și patru plutoane dotate cu mitraliere antiaeriene erau amplasate la regiunea aeroportului Waalhaven. Baza aeriană Waalhaven era baza escadrilei a 3-a Java a Forțele Aeriene Regale ale Țărilor de Jos dotată cu avioane grele de vânătoare Fokker G.I. În data de 10 mai, pe aeroportul Waalhaven erau staționate 11 avioane de vânătoare complet operaționale, înarmate și alimentate cu combustibil. În timpul raidului german de bombardament executat asupra aeroportului, 9 dintre avioanele neerlandeze au reușit să decoleze și să atace bombardierele inamice.
Planul inițial al germanilor presupunea atacul unei forțe de comando debarcat la Waalhaven să atace orașul și să cu cerească podurile de peste Nieuwe Maas folosindu-se de elementul surpriză. După analizarea acestui plan s-a ajuns la concluzia că șansele de succes sunt reduse, așa că s-a conceput un alt plan. Doisprezece hidroavioane Heinkel He 59D modificate trebuiau să aterizeze pe Nieuwe Maas, la bord fiind două plutoane ale Companiei a 11-a din Regimentul al 16-lea aeropurtat, plus patru geniști și un grup de trei specialiști. Acești 90 de militari aveau sarcina cuceririi podurilor. Într-o a doua fază, ei urmau să fie întăriți cu un pluton de 36 de militari. Ei urmau să aterizeze pe stadionul Feyenoord din apropierea cursului râului Nieuwe Maas. Ulterior, trupe din Waalhaven vor fi trimis sprijin cu armament adițional.

## Debarcarea
Dimineața devreme pe data de 10 mai, 12 hidroavioane He 59 au aterizat pe apele râului Nieuwe Maas. Au fost lansate bărci de cauciuc, fiecare având o capacitate de șase militari cu tot echipamentul din dotare. Aproximativ 80 de soldați au debarcat pe ambele maluri ale râului și pe o insulă din mijlocul cursului apei. Germanii au preluat rapid controlul asupra unor poduri care nu erau păzite. Singura rezistență pe care au trebuit să o înfrângă a fost aceea a unor polițiști neerlandezi. 
Oberstleutnant Dietrich von Choltitz, comandantul Batalionului al 3-lea din cadrul Regimentului al 16-lea aeropurtat, a început organizarea trupelor după aterizare la baza aeriană de la Waalhaven. El i-a trimis să asigure ocuparea podurilor din Rotterdam. Neerlandezii nu aveau staționate efective importante în partea de sud a orașului. În zonă se afla o subunitate de măcelari și brutari, la care s-au adăugat de pușcașii care s-au retras de la aeroport. Soldații neerlandezi s-au poziționat în casele aflate pe drumul spre poduri. De aici, neerlandezii au atacat soldații germani care se îndreptau spre poduri. În timpul luptelor, ambele tabere au suferit pierderi. În acest timp, germanii au reușit să aducă în zonă un tun antitanc PaK 38. Supuși presiunii crescute a germanilor, apărătorii neerlandezi au fost nevoiți să se retragă. După ce primele elemente germane au reușit să preia controlul asupra podurilor, acestea au fost urmate de restul efectivelor Companiei a 9-a din cadrul Regimentului al 16-lea aeropurtat. 
În timpul înaintării batalionului al 3-lea german, aghiotantul lui von Choltitz a fost ucis în luptele cu un punct întărit neerlandez. După ce au descoperit o rută care ocolea punctele întărite neerlandeze, germanii au reușit să înainteze pe chei și, în jurul orei 09:00, batalionul al 3-lea a făcut joncțiunea cu elementele germane care ocupau deja podurile. 
Compania neerlandeză din sudul orașului a reușit să rămână pe poziții până în după amiaza zilei de 10 mai. Pozițiile lor au fost luate cu asalt de nou sosita Compania a 10-a aeropurtată, al cărei atac era sprijinit de focul mortierelor. Neerlandezii au continuat lupta până când au rămas fără muniție și au fost obligați să capituleze. 

## Bătălia

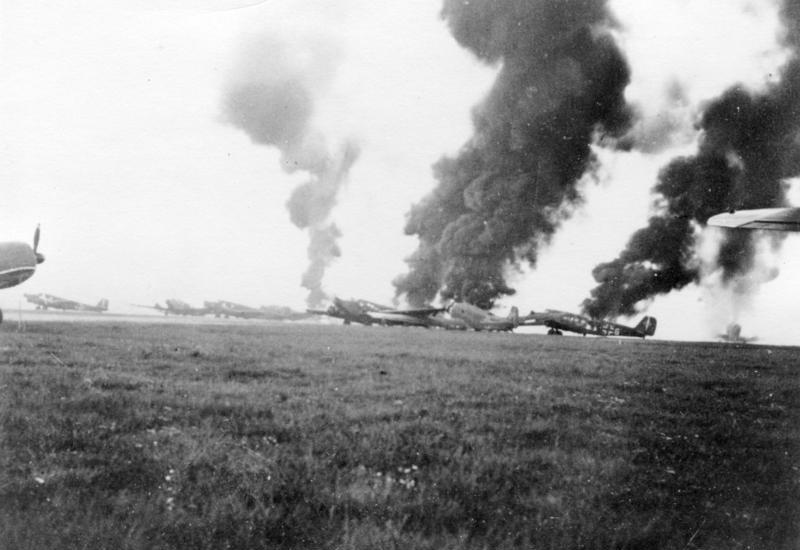
Avion de transport Junkers Ju 52 incendiat la scurtă vreme după aterizare.

### 10 mai
Trupele neerlandeze din nordul orașului au fost alarmate de zgomotul avioanelor care se apropiau. La cartierul general al garnizoanei se afla în acel moment un singur ofițer – un căpitan – care a început organizarea militarilor și distribuirea de muniție. El a trimis mai multe subunități pentru apărarea podurilor, celor trei stații de cale ferată și apropiere și pentru respingerea germanilor a căror debarcare fusese raportată în diferite zone ale orașului. Acțiunile neerlandezilor i-a obligat pe germani să își consolideze pozițiile din jurul podurilor. 
Primele acțiuni întreprinse de neerlandezi au fost executate de o subunitate de pușcași mari și o elemente dintr-o companie de geniști. Neerlandezii au luat poziții în jurul micii pungi germane de la nordul podurilor și au început să plaseze mitraliere în punctele strategice. În scurt timp au început schimburile de focuri dintre cele două tabere. Treptat, germanii au fost împinși într-o zonă restrânsă din jurul podurilor rutiere. Ambele tabere au suferit pierderi considerabile în timpul luptelor. 
Punga germanilor a fost restrânsă treptat, în timp ce numeroși civili priveau luptele. În aceeași dimineață, au fost trimise în zonă două vase mici – o vedetă torpiloare și o canonieră veche - (TM51 și Z5)—care să sprijine atacul neerlandezilor. Canoniera a atacat de două ori pozițiile germane din partea de nord a insulei Noordereiland, a doua oară însoțită și de vedeta torpiloare. Vasele neerlandeze au lansat 75 de proiectile de 75mm asupra invadatorilor, dar efectele bombardamentului au fost limitate.  În timpul celui de-al doilea atac naval, avioanele Luftwaffe au lansat mai multe bombe asupra vaselor fluviale, cauzând avarii importante vasului torpilor. Ambele vase s-au retras după bombardamentul aerian. Trei marinari au for uciși în timpul luptelor. 
Între timp, germanii aflați pe pod au primit ca întăriri tunuri antitanc PaK 36 și tunuri de câmp. De asemenea, ei au ocupat casele din partea nordică a insulei, unde au montat mitraliere grele, iar în centrul insulei au plasat mortiere. Sub presiunea neerlandezilor, germanii s-au retras în clădirea unei companii de asigurare aflate chiar la capul podului rutier. Datorită unghiului de tragere care defavoriza atacul, germanii au reușit să apere clădirea cu ușurință. Soldații neerlandezi au fost obligați să se retragă datorită tirurilor precise de mortiere. Luptele au intrat într-un impas, care avea să continue până la capitularea neerlandezilor de pe 14 mai. 
Colonelul Scharroo—conștient că dispunea de efective reduse, cu care trebuia să respingă un atac puternic al germanilor – a cerut de la Haga să îi fie trimise întăriri importante. În zonă au fost trimise întăriri, cele mai multe venind de pe linia defensivă „Grebbe” sau de pe frontul de est, din „Fortăreața Olanda”. 

### 11 mai
În timpul nopții și în primele ore ale dimineții, apărătorii Rotterdamului au primit întăriri venite din sectorul nordic al „Fortăreței Olanda”. Colonelul Scharroo a început reorganizarea pozițiilor defensive. El și-a plasat trupele de sub comandă de-a lungul cursului râului, cât și la vest, nord și est de oraș. Colonelul Scharroo a luat măsuri pentru respingerea unor atacuri terestre, nu doar ale trupelor aeropurtate. Micul său cartier general a fost practic sufocat de numeroasele rapoarte privind rapoarte despre aterizări false ale trupelor germane sau despre acțiunile trădătorilor locali. Aceste activități au ocupat într-o asemenea măsură personalul cartierului general, încât primele planuri pentru organizarea unor contraatacuri împotriva capului de pod german au fost schițate doar pe 11 mai. 
La ora 04:00 au fost reluate schimburile de focuri în jurul capului de pod. Sigurul punct forte al germanilor îl reprezenta ocuparea de către 40-50 de militari a clădirii societății de asigurare de la capul de nord al podului rutier. Această clădire fusese izolată în timpul luptelor de cu o zi mai înainte de grosul trupelor germane. Toate atacurile neerlandezilor pentru cucerirea clădirii au fost respinse, dar și toate încercările  germanilor de reaprovizionare a celor din clădire au eșuat. Tentativele germanilor de traversare ale podului la bordul unor automobile sau motociclete au fost respinse de neerlandezi cu tiruri concentrate de mitraliere. Podul rutier nu se afla practic sub controlul niciunei tabere, fiind ținta focurilor armelor automate atât neerlandeze cât și germane. 
Aviația neerlandeză a asigurat sprijinul aerian al trupelor terestre la cererea lui Scharroo. Bombardierele neerlandeze au lansat bombe asupra podurilor orașului și, deși toate și-au ratat țintele, proiectile rătăcite au lovit cuiburile de mitralieră germane, scoțând din luptă pe unele dintre ele. Un nou raid al bombardierelor neerlandeze a fost interceptat de cele 12 avioane de vânătoare  Messerschmitt Bf 110, care patrulau în zonă. Deși germanii au pierdut în luptă cinci avioane de vânătoare, neerlandezii au pierdut trei bombardiere, ceea ce a reprezentat o reducere dramatică a efectivelor forțelor aeriene neerlandeze.
Germanii au ocupat la un moment dat puntea vasului companiei „Holland America Line” SS Statendam, unde au amplasat mai multe mitraliere. Neerlandezii au răspuns imediat cu tiruri de mitraliere și mortiere. În scurtă vreme, vasul și instalațiile adiacente au fost incendiate. Germanii au părăsit în grabă vasul, care a continuat să ardă multă vreme după capitularea neerlandezilor pe 14 mai. 

### 12 mai
Pe 12 mai, luptele au continuat. Deși neerlandezii nu au reușit să recapete controlul asupra orașului, germanii au fost supuși unor atacuri neîntrerupte. Ambele tabere au suferit pierderi mari, iar comandamentul german   a început să fie îngrijorat pentru soarta celor 500 de germanii blocați în inima Rotterdamului. Oberstleutnant von Choltitz a fost autorizat de Generalleutnant Kurt Student să retragă luptătorii din partea de nord a pungii, dacă situația de pe teren ar fi cerut-o. 
La nord-vest de Rotterdam, în satul Overschie, trupele aeropurtate germane au aterizat la    Ockenburg și Ypenburg. Generalul Graf von Sponeck și-a mutat forțele de la Ockenburg la Overschie, strecurându-se printre pozițiile neerlandeze. În satul Wateringen, au întâlnit un post de comandă neerlandez. Când în sprijinul neerlandezilor au sosit două mașini blindate, germanii s-au retras și au ocolit poziția. Cei mai mulți dintre militarii de sub comanda lui von Sponeck au reușit să ajungă la Overschie, unde s-au alăturat supraviețuitorilor luptelor de la Ypenburg.

### 13 mai
În seara zilei de 12 mai, colonelul Scharroo a primit ordine din partea Cartierul general neerlandez să intensifice eforturile pentru înfrângerea rezistenței germen de pe căile de acces spre poduri și, dacă situația locală o cerea, să distrugă podurile. Această ultimă parte a ordinului era o consecință directă a apariției Diviziei a 9-a Panzer în regiunea podurilor  Moerdijk (care asigurau legătura dintre Dordrecht și  Brabantul de Nord), de unde amenințau apărarea Fortăreței Olanda. Colonelul Von Frijtag Drabbe, comandantul al infanteriștilor marini aflați în zonă, a primit ordinul să distrugă toate punctele de rezistență de la capul de nord al podului, după care să ocupe calea de acces spre pod și să se ocupe de distrugerea acestuia. Pentru îndeplinirea acestui ordin, el a ales aproximativ 100 de oameni dintre cei mai experimentați infanteriști marini. A mai fost formată o subunitate de rezervă din rândul trupelor auxiliare tot cu efective de aproximativ 100 de luptători. Cele două subunități beneficiau de sprijinul a două obuziere de 105mm, opt mortiere de 81 mm și două mașini blindate. 
În timp ce înaintau spre nordul podului, infanteriștii marini au fost atacați cu foc concentrat de mitraliere dinspre sud. Bateriile de artilerie nu lansaseră nici un proiectil până în acel moment dar, după ce s-a luat contactul cu comandantul batalionului de artilerie, a fost trase mai multe salve. Niciuna dintre lovituri nu și-a atins ținta și, după ce s-au făcut câteva încercări eșuate de îmbunătățire a preciziei tirului, artileriștii au încetat focul. În acest timp, cele două vehicule blindate M39 Pantserwagen au încercat să se apropie de pod. Germanii au răspuns cu tiruri antitanc puternice, reușind să avarieze una dintre vehiculele blindate. Deși echipajul acesteia a reușit să îl retragă de pe câmpul de luptă, asaltul neerlandezilor a pierdut un sprijin important.   Cea de-a doua mașină a rămas la o distanță sigură și nu a prezentat în schimb nicio amenințare pentru germanii care ocupau clădirea asigurărilor. După ce comandantul companiei de mortiere a reușit să îl convingă pe Scharroo că piesele de artilerie nu sunt capabile să lovească în mod eficient o clădire înaltă, asaltul de pe partea estică a capului de pod a fost anulat.
Un pluton cu efective complete de infanteriști marini a înaintat din partea de nord-vest de-a lungul Nieuwe Maas  și a ajuns la promotoriul de nord fără să întâmpine vreo opoziție din partea germanilor. Pe de altă parte, membrii plutonului nu aveau cunoștință de ocuparea clădirii asigurărilor de către germani. Când neerlandezii au început traversarea podului, au fost reperați de germani, care au deschis focul împotriva lor de pe ambele flancuri. Mulți infanteriști au fost răniți și unii dintre ei uciși. La rândul lor, neerlandezii au răspuns cu focul carabinelor și mitralierelor ușoare din dotare. După ce numărul celor răniți și uciși a crescut îngrijorător de mult, militarii valizi s-au retras de pe pod. Și în timpul retragerii neerlandezii au pierdut oameni răniți și uciși. Supraviețuitorii au găsit adăpost la ambele capete ale podului. Cei care s-au adăpostit la capul de nord au fost întâmpinați cu foc de un grup de germani care se adăpostea la rândul lor acolo. Neerlandezii au fost nevoiți să continue retragerea sub focul încrucișat al germanilor de sub pod și al celor din clădirea asigurărilor și au mai pierdut în acest timp camarazi răniți. După terminarea războiului, germanii care ocupau clădirea asigurărilor au admis că a fost la un pas să se predea. Rezervele de muniție le erau aproape epuizate, jumătate dintre ei erau răniți, iar restul erau epuizați. Numai că, mai înainte ca ei să cedeze, infanteriștii marini neerlandezi au dispărut din zonă. 
Pentru comandanții neerlandezi a devenit evident că, după eșecul asalturilor împotriva podurilor, tot ceea ce mai puteau face era să organizeze o apărare eficientă a malului de nord. Pentru acest scop au fost plasate de-a lungul râului șapte companii de infanterie. Pentru împiedicarea traversării podurilor, neerlandezii au plasat trei tunuri antitanc pentru fiecare dintre cele două poduri, iar trei baterii de mortiere de 105mm plasate în Kralingse Plas au primit sarcina să asigure baraje de artilerie împotriva tentativelor de înaintare a germanilor pe cele două promotorii.
În acest timp, blindatele germane au sosit la periferia sudică a Rotterdamului. Generalul  Rudolf Schmidt—comandantul XXXIX Armeekorps—nu era dornic să lanseze un asalt blindat peste podurile din partea de nord. El primise rapoarte atât cu privire la amplasarea artileriei antitanc neerlandeze cât și cu privire la prezența mortierelor. Pierderile suferite de tanchiști la Dordrecht și în timpul încercării traversare de la Barendrecht—unde patru blindate fuseseră distruse de neerlandezi cu un singur tun antitanc – îi descurajase pe germani într-o asemenea măsură încât au refuzat să înainteze, singura soluție pentru înfrângerea rezistenței neerlandezilor pe care o întrevedeau fiind doar un bombardament aerian care să vizeze promontoriul de nord. 
Acesta a fost momentul în care în conducerea luptelor s-au implicat  cei mai importanți comandanți germani. Hermann Göring dorea să lanseze un bombardament devastator asupra centrului orașului. Pe de altă parte. Schmidt și Student se opuneau unui asemenea atac și considerau că era necesar doar un bombardament aerian tactic. Generalul Georg von Küchler, care conducea operațiunile din regiunea Țărilor de Jos, i-a trimis instrucțiuni lui Schmidt să prezinte comandantului local neerlandez un ultimatum prin care se pretindea capitularea necondiționată a orașului.

### 14 mai
În dimineața zilei de 14 mai, generalul Schmidt a pregătit textul ultimatumului care trebuia înmânat comandatului militar al orașului Rotterdam. Textul ultimatumului a fost editat în neerlandeză. Trei negociatori germani au plecat să predea ultimatumul la podul de pe Maas. Cei trei duceau un steag alb, dar nu au fost tratați cu prea multă curtoazie de către neerlandezi. Cei trei au fost dezarmați, armele fiindu-le aruncate în apă, și au fost legați la ochi. După aceasta, negociatorii germani au fost transportați la cartierul general al lui Scharroo din oraș. 
Scharroo a primit scrisoarea prin care germanii amenințau să distrugă Rotterdamul dacă luptele ar fi continuat. Scharroo a cerut instrucțiuni de la Cartierul general neerlandez. Instrucțiunile primite de la Henri Winkelman indicau ca partea neerlandeză să fie retrimis comandantului german cu observația că numai un document semnat în mod corespunzător, cu precizarea gradului, funcției și numele comandantului poate fi considerat un document legitim de negociere a capitulării.
Colonelul Scharroo a încredințat răspunsul aghiotantului, căpitanul J. D. Backer. În acest timp, Göring dăduse deja ordin Kampfgeshewader 54 (KG 54) – în componența căruia intra 90 de bombardiere Heinkel He 111 – să decoleze de la bazele din jurul orașului Bremen. Comandantul grupului de bombardment, Oberst Walter Lackner, și-a condus două treimi dintre bombardierele de sub comanda sa pe o rută care permitea apropierea de țintă dinspre nord-est. Restul de 27 de bombardiere de sub comanda Oberstleutnant Friedrich Höhne au înaintat spre Rotterdam dinspre sud. Ora estimată de sosire a bombardierelor în zonă era 13:10 ora locală. 

## Rotterdam Blitz
Germanii au acceptat punctul de vedere al neerlandezilor. Generalul Schmidt i-a cerut traducătorului său să redacteze un nou document, mai cuprinzător decât primul, oferindu-le neerlandezilor răgaz până la 16:20 să se conformeze. El a semnat documentul cu numele complet și gradul militar. În timp ce căpitanul Backer se deplasa spre liniile neerlandeze de către Oberstleutnant von Choltitzt, bombardierele germane și-au făcut apariția dinspre sud. Soldații germani de pe Noordereiland, dintre care cei mai mulți nu aveau informații cu privire la negocierile comandanților locali, au intrat în panică. Ei se temeau să nu devină victime ale raidului executat de bombardierele proprii. Von Choltitz a ordonat să fie lansate rachete roșii, dar când primele trei avioane și-au lansat bombele, semnalele luminoase lansate de la sol au fost mascate de fumul exploziilor. Cu toate acestea, următoarele 24 de bombardiere din formația care venise din sud  au închis tapele bombelor și au virat spre vest. 
Formația de bombardiere care se apropia dinspre nord-est era formată din 60 de bombardiere sub comanda Oberst Lackner. Datorită fumului gros, piloții au primit ordinul să schimbe altitudinea și direcția de zbor. Rachetele roșii luminoase lansate de la sol nu au fost văzute de piloți, iar centrul Rotterdamului a fost supus unui bombardament puternic cu bombe de 250 și 50 kg. 
Între 800 și 900 de neerlandezi și-au pierdut viața, iar peste 80.000 au rămas fără adăpost. Peste 25.000 de clădiri au fost distruse. 

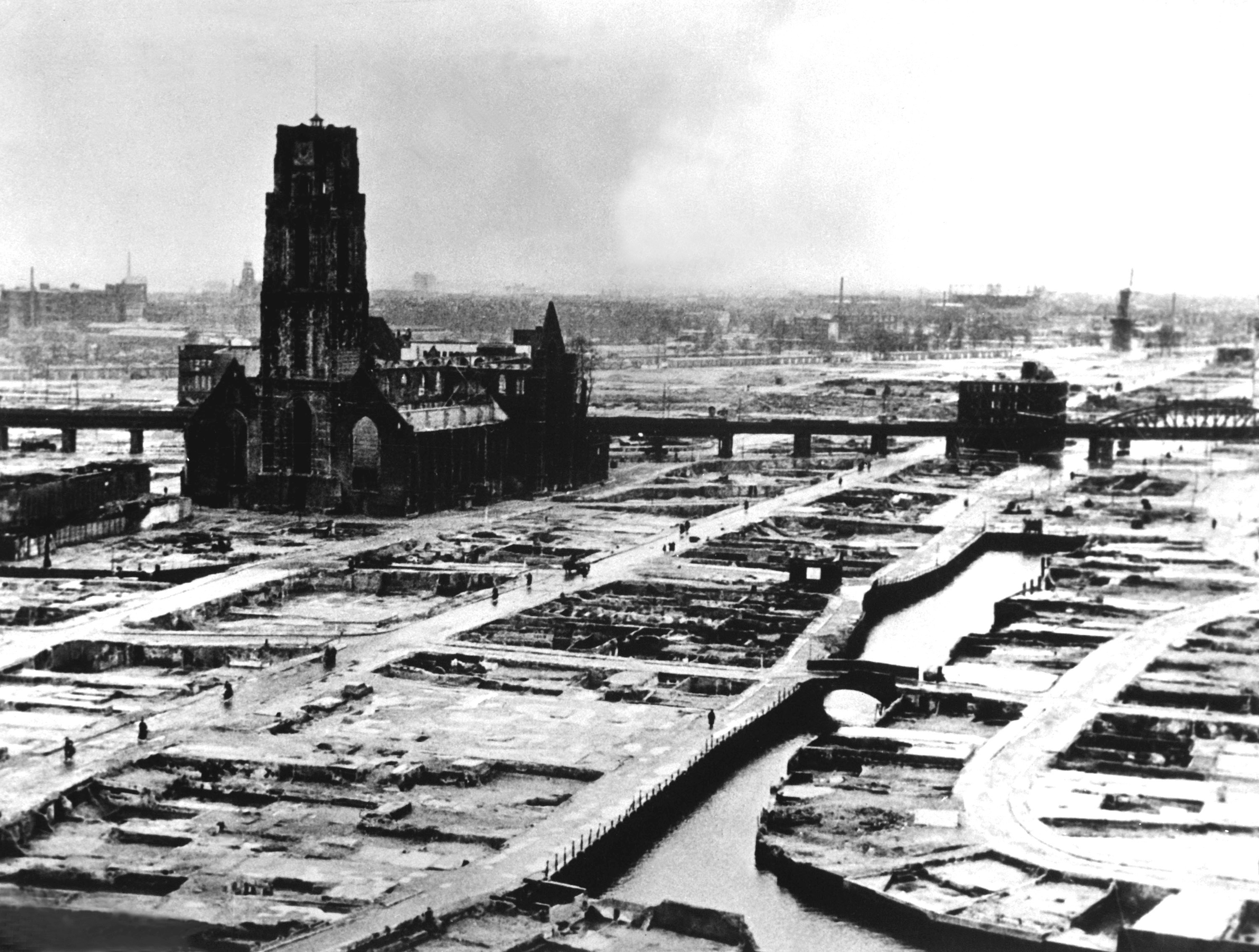
Rotterdamul după bombardament

## Capitularea neerlandezilor
Pozițiile defensive ale neerlandezilor au fost afectat doar într-o mică măsură de raidul aerian. În schimb, incendiile care izbucniseră în oraș amenința unele dintre pozițiile apărătorilor orașului. În acest timp, colonelul Scharroo, care era total izolat de Haga, de vreme ce toate liniile de comunicație fuseseră distruse, trebuia să ia o hotărâre cu privire la soarta apărării orașului Rotterdam. Primarul și membrii consiliului orășenesc i-au cerut cu insistență ca militarii să capituleze, dar colonelul i-a îndepărtat. El își dădea perfect seama că decizia sa nu avea să afecteze doar soarta Rotterdamului, dar chiar și pe-a întregii țări. După ce a analizat toate versiunile, Scharroo s-a hotărât să capituleze. Decizia sa a fost aprobată în numele generalului  Winkelman de reprezentantul său, locotenent-colonelul Wilson. Generalul Winkelman a aprobat decizia lui Scharroo în după-amiaza aceleiași zile, după ce i-a fost comunicată de Wilson. 
Colonelul Scharroo, însoțit de aghiotantul său și un sergent-major, s-a dus să prezinte capitularea orașului. A fost întâmpinat de generalul Schmidt pe pod, iar Scharroo și-a exprimat indignarea față de încălcarea cuvântului unui ofițer superior al Wehrmachtului. Generalul Schmidt—pentru care raidul Luftwaffe fusese o supriză neplăcută—nu a putut decât să replice „Herr Oberst, ich verstehe wenn Sie bitter sind” („Domnule colonel, vă înțeleg perfect amărăciunea”).
În jurul orei 18:00, primii soldați germani au început înaintarea prin orașul în flăcări. soldații neerlandezi din Rotterdam au respectat încetarea focului și au depus armele. Seara, germanii au ajuns la Overschie, unde a avut loc o scurtă luptă – subunitatea neerlandeză de aici nu aflase încă de încetarea focului. În timpul acestei lupte a fost ucis un soldat SS.

## Urmări
Între timp a avut loc o întâlnire între căpitanul Backer (reprezentantul oficial al comandatului neerlandez, colonelul Scharroo) și o delegație germană condusă de Generalleutnant Student. În timpul acestei întâlniri urmau să se ia decizii cu privire la aspectele finale ale capitulării. Scharroo refuzase să participe datorită a ceea ce el socotea că este o încălcare a cuvântului de onoare a comandanților germani. În continuare, Scharroo a refuzat orice contact cu oficialitățile germane. 
În același timp, neerlandezii au format o unitate militară cu efective de aproximativ un batalion, care să se predea în conformitate cu ordinele autorităților militare germane. Pentru siguranța lor, neerlandezii au arborat un steag alb de mari dimensiuni, care să fie vizibil soldaților SS care se apropiau. Aceștia din urmă, în momentul în care au ajuns în piața în care se aflau neerlandezii, văzând așa de mulți soldați înarmați, au deschis focul.  Generalul Student, care tocmai deschisese întâlnirea, s-a repezit la fereastră  și a fost lovit de un glonț rătăcit în cap. Deși rănit grav, generalul a fost salvat de un chirurg neerlandez. Student s-a recuperat cu greu, fiind nevoit să stea în spital până în ianuarie 1941. Soldații germani au considerat că generalul a fost victima atacului unui neerlandez. Toți militarii neerlandezi și civilii prezenți în zonă au fost aliniați de SS-iștii furioși și în fața lor au fost montate mitraliere pentru o execuție sumară. Oberstleutnant von Coltitz, care era și el în aceeași cameră cu Student,  a intervenit cu fermitate și a oprit execuția. A fost declanșată o investigație pentru aflarea adevărului și s-a aflat că generalul Student a fost rănit de un glonț rătăcit german. 